# بوهدان (زاكارباتسكا)
بوهدان (Богдан) هي مدينة في مقاطعة زاكارباتسكا في أوكرانيا.